# Lyrskovgade
Lyrskovgade er en gade på Vesterbro i København, der går fra Enghave Plads til Vesterfælledvej. På den nordlige side ligger Vesterbro Bibliotek og Kulturhus i nr. 4 og ellers en lang karre af etageejendomme i røde mursten, der blev opført efter tegninger af Poul Holsøe og Curt Bie i 1946. Den sydlige side udgøres hovedsageligt af Enghaveparken med grønne områder, en legeplads og en scene. På et kort stykke mellem Ejderstedgade og Vesterfælledvej ligger den nordlige ende af en karre fra 1928.
Gaden fik sit navn i 1927 efter byen Lyrskov (tysk: Lürschau). I 1043 slog Magnus den Gode en vendisk hær på Lyrskov Hede, og i 1848 overnattede den danske hær her efter Slaget ved Slesvig. Gaden indgår i en større gruppe gader på Vesterbro, der er opkaldt efter slesvigske lokaliteter.
I 1984 lavede Cæcilia Holbek Trier dokumentarfilmen Varm mad - et folkekøkken om Københavns sidste folkekøkken, der lå i Lyrskovgade. Folkekøkkenet lukkede i 1976[kilde mangler]. I dag ligger Værestedet Lyrskovgade i nr. 10-12.